# Fog el Nakhal
Fog el Nakhal (فوق النخل, "Sulle palme") è il titolo di una canzone tradizionale che fa parte oggi del repertorio popolare iracheno. Il testo, melodico e avvolgente, rievoca i canti sufi dell'epoca d'oro (intorno al XII secolo d.C.) e tratta della passione che travolge il protagonista, "malato" d'amore verso colei che non riesce ad avere.

## Interpretazioni
Il testo ha subìto diverse modifiche, a seconda degli artisti che gli hanno prestato la voce. Anche il titolo appare diverso, in base ai diversi criteri di traslitterazione della lingua araba in caratteri latini. Nazem Al-Ghazali, uno tra i più famosi cantautori popolari iracheni del XX secolo l'ha cantata con il titolo Fog il Nahal. Tra le esecuzioni recenti più celebri si ricordano il concerto nel Qatar del siriano Sabah Fakhri (esibitosi di recente anche a Las Vegas) che l'ha cantata con il titolo di Fog el Nakhal). Infine Dania, una cantante libanese, l'ha interpretata con il titolo Foug el Nakhal.
La canzone è stata interpretata anche da Franco Battiato con il titolo Fogh in Nakhal. Un'esecuzione di questa versione ebbe luogo a Baghdad nel 1992. Con il medesimo titolo la canzone viene inserita nel 2008 nell'album postumo Cercati in me di Giuni Russo. Fog el Nakhal è stata ricantata anche da Nabil Salameh, voce nel duo Radiodervish, nel film animato La Luna nel Deserto.

## Testo
Il testo più diffuso in Italia e tra i siti in lingua italiana, benché segnato da numerose imprecisioni, è quello cantato da Franco Battiato durante il concerto di Baghdad e incisa nell'album Caffè de la Paix da Emi Records (1993):
Fogh in-nakhal fogh ya ba
fogh in-nakhal fogh
medri lama'k khaddak ya ba
medri l-ghomar fogh
walla marida balini balwa
w-inshidni l-batran ya ba
lesh wajhak asfar wajhak asfar
kull marad ma biyya ya ba
min dard il-asmar
walla sabini b'ayuno l'helwa»
Sulle palme, lassù
sulle palme, lassù
non so se è la tua guancia che brilla
o la luna, lassù.
Io non voglio, ma la pena mi tormenta.
L'insolente mi chiede:
"Perché giallastro è il tuo viso?"
Non ho nessuna malattia:
soffro per quella persona bruna
che m'imprigiona con i suoi dolci occhi»
Tuttavia la versione eseguita da Nazem Al-Ghazali è più corretta, più completa e offre una maggiore ricchezza del testo:
فوق النخل فوق يابه فوق النخل فوق (Foug el nakhal fog ya ba/ foug el nakhal foug)
مدري لامع خده يابه مدري القمر فوق (madry lame' khada ya ba madry el gomar foug)
والله ما ريده وباليني بلوه آه (wallah ma reeda baleeny balwa)
خدك لمع ياهواي وأضوه على البلاد (khadak lema' ya hawaya w adwa 'la el blad)
مقدر أصبر الروح واتحمل البعاد (ma agdar asaber el rou- w at-amal el b'ad)
والله معذبني بعيونه الحلوة (wallah m'athebny be'youna el -elwa)
كل البلام تفوت يابه عيني على بلمك (kol el blam tfoot ya ba 'ainy 'la balmak)
ومن الهوى والروح ربي يسلمك (w men el hawa wel rou- raby ysalmak)
والله معذبني وما عنده مروة (wallah m'athebny w ma 'enda mrewa)»
Sopra le palme, sopra le palme
Non so se siano le tue guance a brillare, o la luna
Giuro che non voglio che lei, che mi porta disagio
La tua guancia è incandescente, oh amore mio, e illumina tutto il paese
Non posso tenere più pazienza in cuor mio e sopportare questa distanza
Lo giuro: lei mi tortura con i suoi begli occhi
Tutte le navi passano, la tua nave
e dall'amore e dall'anima
Giuro lei mi tortura e non ha pietà»